# René Follet
René Follet (født 10. april 1931 i Bruxelles, død 14. marts 2020), var en belgisk tegneserieskaber og illustrator

## Biografi
Tekst mangler, hjælp os med at skrive teksten

## Tegneserie
- 1979 : Ivan Zourine
- 1985 : Jan Brega (Dupuis Avonturen)
- 1975-1983 : Steve Severin (Yvan Delporte)
- 1987-1990 : Edmund Bell (John Flanders)
- 1984-1986 : Jan Kordaat
- 1991-1992 : Daddy (Loup Durand)
- 1995-1997 : Ikar (Makyo)
- 1996-1998 : Les autos de l'aventure (Citroën)
- 2002-2004 : Terreur (Madame Tussaud's)

## Illustrator
- Skatteøen af Robert Louis Stevenson
- Den sidste mohikaner af James Fenimore Cooper
- Sinbad Søfareren

1. ↑  Navnet er anført på engelsk og stammer fra Wikidata hvor navnet endnu ikke findes på dansk.
2. ↑  Navnet er anført på engelsk og stammer fra Wikidata hvor navnet endnu ikke findes på dansk.